# Cagny (Calvados)
Pour les articles homonymes, voir Cagny.
Cet article possède des paronymes, voir Chagny et Cany.
Cagny est une commune française, située dans le département du Calvados en région Normandie, peuplée de 2 075 habitants.

## Géographie
| Giberville   | Démouville | Banneville-la-Campagne |
| Mondeville   | Cagny      | Émiéville              |
| Grentheville |            | Frénouville            |

### Hydrographie
La commune est située dans le bassin Seine-Normandie. Elle est drainée par le Cours,.

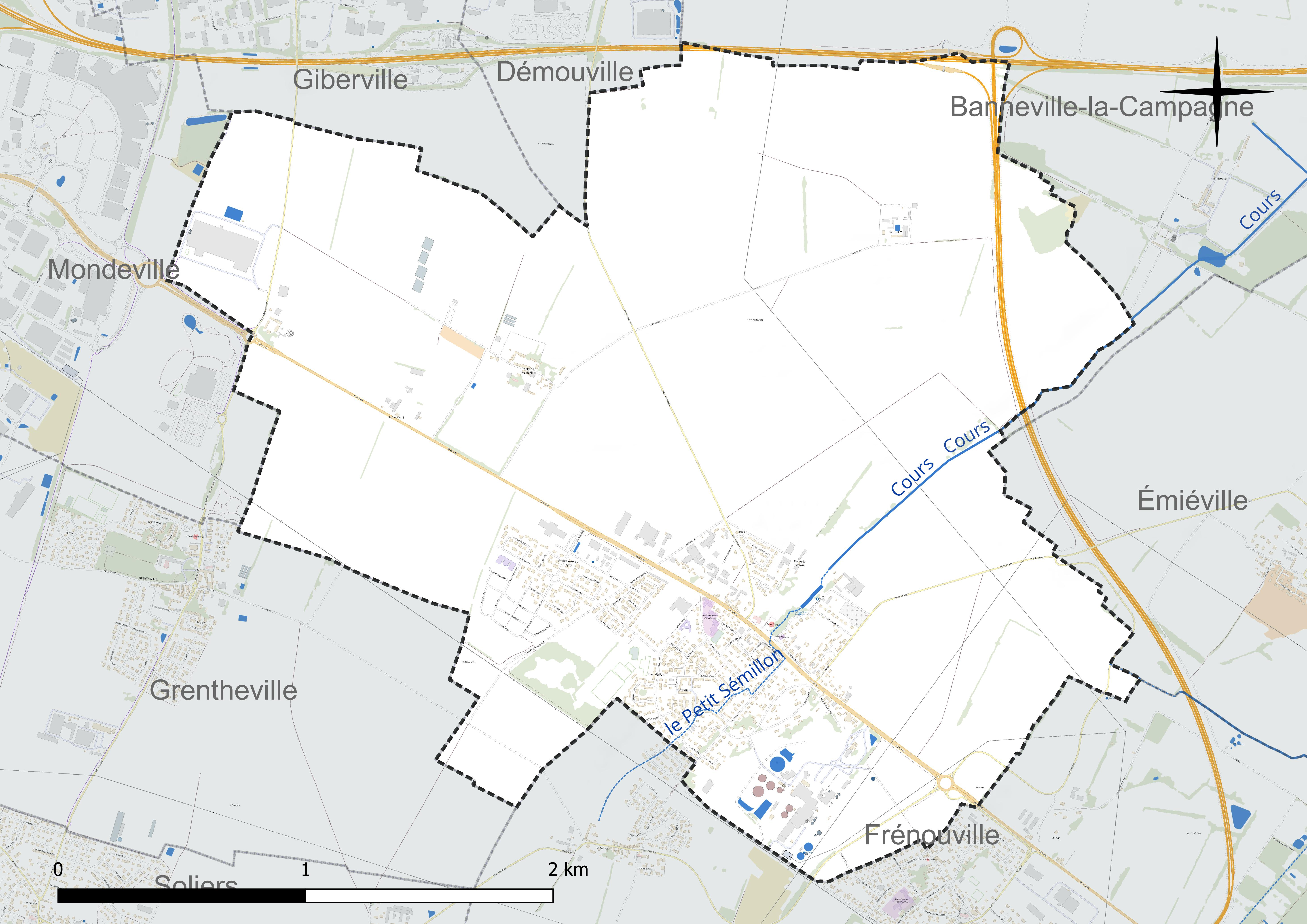
Réseau hydrographique de Cagny.

### Climat
Pour des articles plus généraux, voir Climat de la Normandie et Climat du Calvados.
En 2010, le climat de la commune est de type climat océanique altéré, selon une étude du CNRS s'appuyant sur une série de données couvrant la période 1971-2000. En 2020, Météo-France publie une typologie des climats de la France métropolitaine dans laquelle la commune est exposée à un climat océanique et est dans la région climatique  Normandie (Cotentin, Orne), caractérisée par une pluviométrie relativement élevée (850 mm/a) et un été frais (15,5 °C) et venté. Parallèlement le GIEC normand, un groupe régional d'experts sur le climat, différencie quant à lui, dans une étude de 2020, trois grands types de climats pour la région Normandie, nuancés à une échelle plus fine par les facteurs géographiques locaux. La commune est, selon ce zonage, exposée à un « climat des plateaux abrités », correspondant à la plaine agricole de Caen à Falaise, sous le vent des collines de Normandie et proche de la mer, se caractérisant par une pluviométrie et des contraintes thermiques modérées.
Pour la période 1971-2000, la température annuelle moyenne est de 10,6 °C, avec  une amplitude thermique annuelle de 12,2 °C. Le cumul annuel moyen de précipitations est de 660 mm, avec 11,2 jours de précipitations en janvier et 7,2 jours en juillet. Pour la période 1991-2020, la température moyenne annuelle observée sur la station météorologique la plus proche, située sur la commune d'Argences à 7 km à vol d'oiseau, est de 11,6 °C et le cumul annuel moyen de précipitations est de 742,9 mm,. Pour l'avenir, les paramètres climatiques de la commune estimés pour 2050 selon différents scénarios d'émission de gaz à effet de serre sont consultables sur un site dédié publié par Météo-France en novembre 2022.

## Urbanisme

### Typologie
Au 1er janvier 2024, Cagny est catégorisée bourg rural, selon la nouvelle grille communale de densité à 7 niveaux définie par l'Insee en 2022.
Elle appartient à l'unité urbaine de Frénouville, une agglomération intra-départementale dont elle est une commune de la banlieue,. Par ailleurs la commune fait partie de l'aire d'attraction de Caen, dont elle est une commune de la couronne,. Cette aire, qui regroupe 296 communes, est catégorisée dans les aires de 200 000 à moins de 700 000 habitants,.

### Occupation des sols
L'occupation des sols de la commune, telle qu'elle ressort de la base de données européenne d'occupation biophysique des sols Corine Land Cover (CLC), est marquée par l'importance des territoires agricoles (84,3 % en 2018), en diminution par rapport à 1990 (88,8 %). La répartition détaillée en 2018 est la suivante : 
terres arables (77,2 %), zones urbanisées (10,1 %), zones agricoles hétérogènes (6 %), zones industrielles ou commerciales et réseaux de communication (5,5 %), prairies (1,1 %). L'évolution de l'occupation des sols de la commune et de ses infrastructures peut être observée sur les différentes représentations cartographiques du territoire : la carte de Cassini (XVIIIe siècle), la carte d'état-major (1820-1866) et les cartes ou photos aériennes de l'IGN pour la période actuelle (1950 à aujourd'hui).

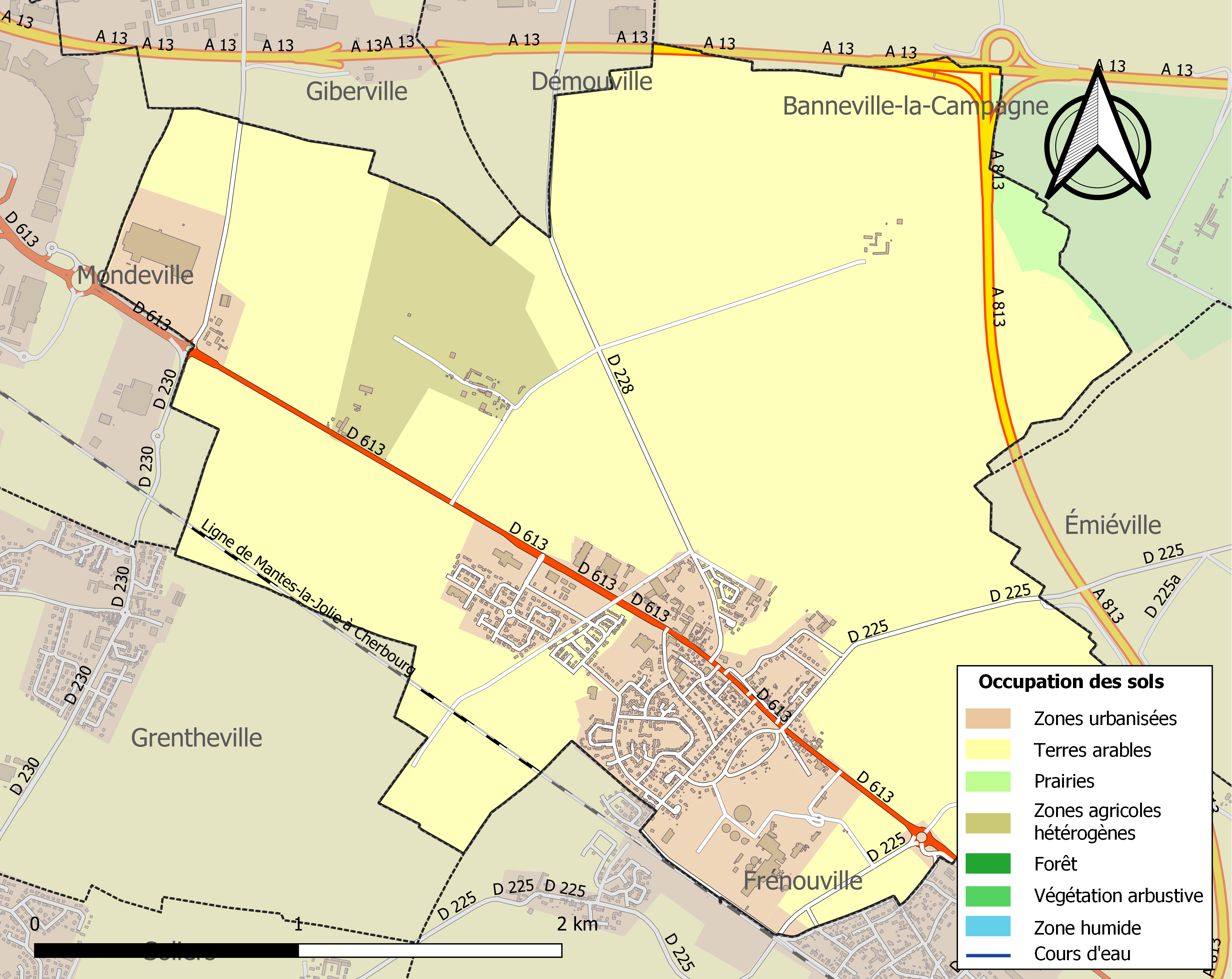
Carte des infrastructures et de l'occupation des sols de la commune en 2018 (CLC).

## Toponymie
Le nom Cagny est attesté sous la forme latinisée Kaigneyum au XIe siècle.
Dérivé avec le suffixe gallo-roman -acum, marquant le lieu et la propriété, précédé du nom de personne latin Canius (porté par un gallo-romain) comme les différents Caignac, Chanéac, etc. ou du nom de personne gaulois Cavinnius.

## Histoire
Le premier site d'occupation humaine sur le territoire actuel de Cagny était un domaine rural retrouvé à proximité du centre commercial Mondeville 2 (village Décathlon).
Des traces d'occupation (four, poteries, objets en silex, ossements d'animaux) remontent au Néolithique moyen (XXXIIIe siècle av. J.-C.). Un ensemble funéraire du bronze final (Xe – IXe siècles av. J.-C.) a aussi été sorti de terre. Mais la découverte la plus importante est un domaine rural datant de la fin du VIe siècle av. J.-C. et du début du Ve siècle av. J.-C. (âge du fer). Situé à proximité immédiate d'une voie gauloise empierrée et encadrée par des fossés, l'important établissement rural était composé d'un enclos de 8 000 m2 entouré de fossés profonds et dans lequel on trouvait une forge et une poterie. On a également retrouvé des traces d'élevage, des silos à grains, des fosses domestiques, ainsi que les fondations de différents bâtiments. Une nécropole constituée d'une quarantaine de sépultures a également été mise au jour.
Le 2 mars 1826, Cagny absorbe la commune du Mesnil-Frémentel, alors peuplée d'environ 80 habitants contre moins de 400 à Cagny.
La gare de Frénouville-Cagny est ouverte en 1855 sur la ligne Caen - Paris.
Durant la bataille de Normandie, Cagny subit un important bombardement aérien allié le 18 juillet 1944 lors de l'opération Goodwood avant l'assaut lancé par le 2d Fife and Forfar Yeomanry de la 11e division blindée britannique. Mais les Allemands sous le commandement du major Von Luck résistent et détruisent de nombreux chars Sherman. Cagny ne sera finalement libérée qu'au début de soirée, après six heures d'intenses combats, par la division blindée des Guards.

## Politique et administration
| Période      | Période                   | Identité                             | Étiquette | Qualité                                                    |
| ------------ | ------------------------- | ------------------------------------ | --------- | ---------------------------------------------------------- |
| 1851         | 1866                      | Casimir-Edmond Costé de Triquerville |           |                                                            |
| 1874         | 1879                      | André-Pierre Costé de Triquerville   |           |                                                            |
| 1898         | 1923                      | Adolphe Lebaudy                      |           |                                                            |
| 1923         | 1947                      | Henri Philippe                       |           |                                                            |
| 1947         | 1947                      | Joseph Vasse                         |           |                                                            |
| 1947         | 1952                      | Henri Follin                         |           |                                                            |
| 1952         | mars 1959                 | Charles Vasse                        |           |                                                            |
| mars 1959    | 1972 (démission d'office) | Marc Pasquier                        |           |                                                            |
| février 1973 | mars 1977                 | Pierre Brunel                        |           | Retraité SNCF, ancien premier adjoint                      |
| mars 1977    | juin 1995                 | André Gauderlot                      |           | Cadre à la Générale Sucrière, maire honoraire              |
| juin 1995    | mars 2008                 | Jean-Claude Marie                    | DVD       | Vice-président de la CC du Val ès Dunes                    |
| mars 2008    | mai 2020                  | Brigitte Baudet                      | SE        | Secrétaire, ancienne première adjointe                     |
| mai 2020     | En cours                  | Éric Margerie                        | SE        | Gestionnaire retraité Vice-président de la CC Val ès dunes |

## Démographie
L'évolution du nombre d'habitants est connue à travers les recensements de la population effectués dans la commune depuis 1793. Pour les communes de moins de 10 000 habitants, une enquête de recensement portant sur toute la population est réalisée tous les cinq ans, les populations de référence des années intermédiaires étant quant à elles estimées par interpolation ou extrapolation. Pour la commune, le premier recensement exhaustif entrant dans le cadre du nouveau dispositif a été réalisé en 2006.
En 2022, la commune comptait 2 075 habitants, en évolution de +13,39 % par rapport à 2016 (Calvados : +1,58 %, France hors Mayotte : +2,11 %).
| 1793 | 1800 | 1806 | 1821 | 1831 | 1841 | 1846 | 1851 | 1856 |
| ---- | ---- | ---- | ---- | ---- | ---- | ---- | ---- | ---- |
| 345  | 289  | 404  | 353  | 484  | 460  | 490  | 489  | 494  |

| 1861 | 1866 | 1872 | 1876 | 1881 | 1886 | 1891 | 1896 | 1901 |
| ---- | ---- | ---- | ---- | ---- | ---- | ---- | ---- | ---- |
| 499  | 456  | 381  | 397  | 382  | 395  | 364  | 326  | 330  |

| 1906 | 1911 | 1921 | 1926 | 1931 | 1936 | 1946 | 1954 | 1962 |
| ---- | ---- | ---- | ---- | ---- | ---- | ---- | ---- | ---- |
| 341  | 327  | 365  | 381  | 435  | 434  | 287  | 514  | 710  |

| 1968  | 1975 | 1982 | 1990  | 1999  | 2006  | 2011  | 2016  | 2021  |
| ----- | ---- | ---- | ----- | ----- | ----- | ----- | ----- | ----- |
| 1 021 | 994  | 878  | 1 650 | 1 592 | 1 503 | 1 384 | 1 830 | 2 039 |

| 2022  | - | - | - | - | - | - | - | - |
| ----- | - | - | - | - | - | - | - | - |
| 2 075 | - | - | - | - | - | - | - | - |

## Lieux et monuments
- Église Saint-Germain dont le chœur du XIVe siècle fait l'objet d'un classement au titre des monuments historiques depuis le 22 octobre 1913[28].
- Restes des XIe et XVIe siècles de l'ancien prieuré Notre-Dame-des-Moutiers qui fait l'objet d'une inscription au titre des monuments historiques depuis le 7 août 1974[29].
- Chapelle Notre-Dame-des-Sept-Douleurs.
- Ancienne église Saint-Barthélémy de Mesnil-Frémentel.
- Fontaine Sainte-Radegonde dont les eaux étaient réputées soigner les maladies de peau et affections des yeux.

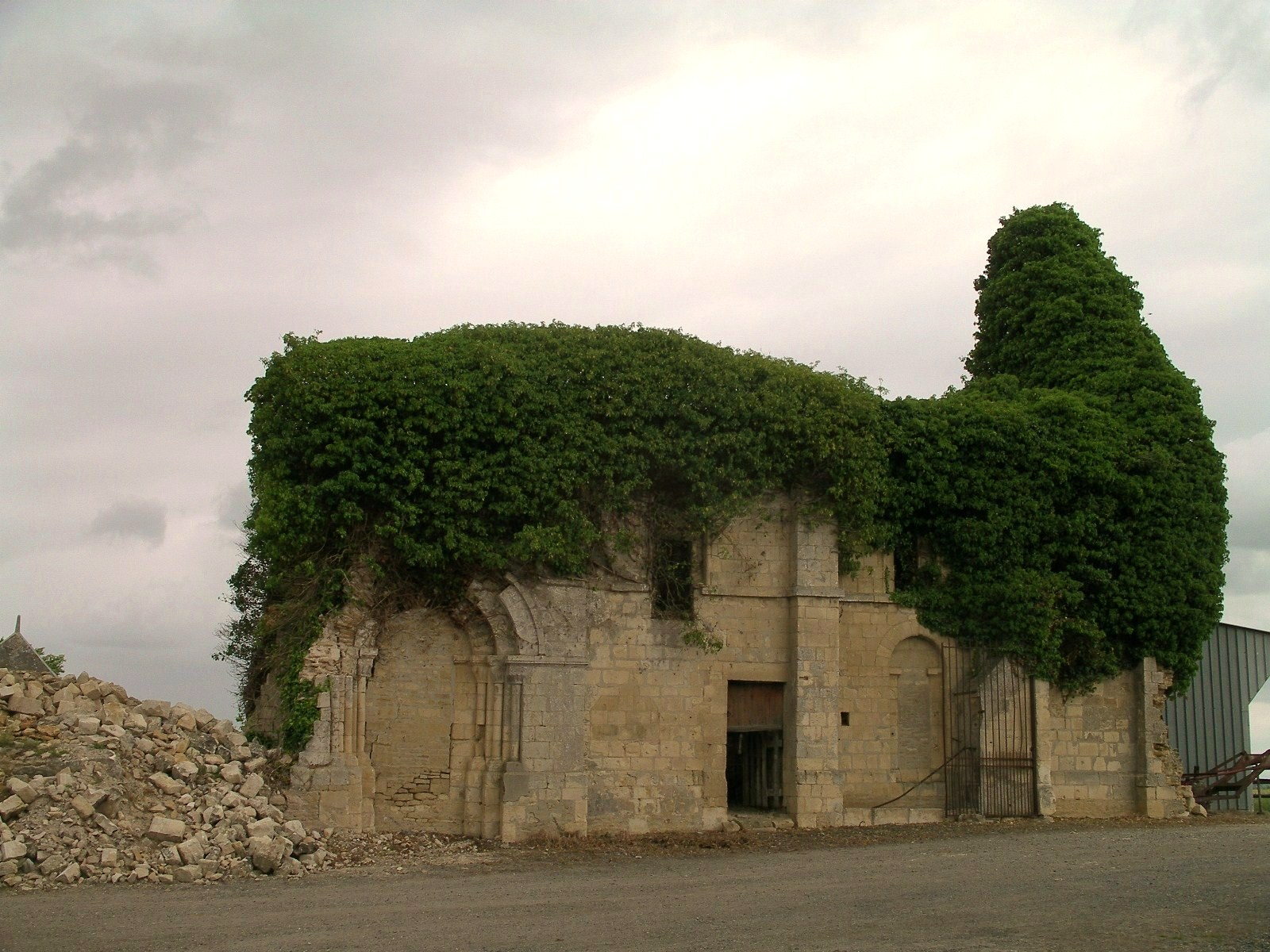
Les ruines du prieuré Notre-Dame-des-Moutiers.
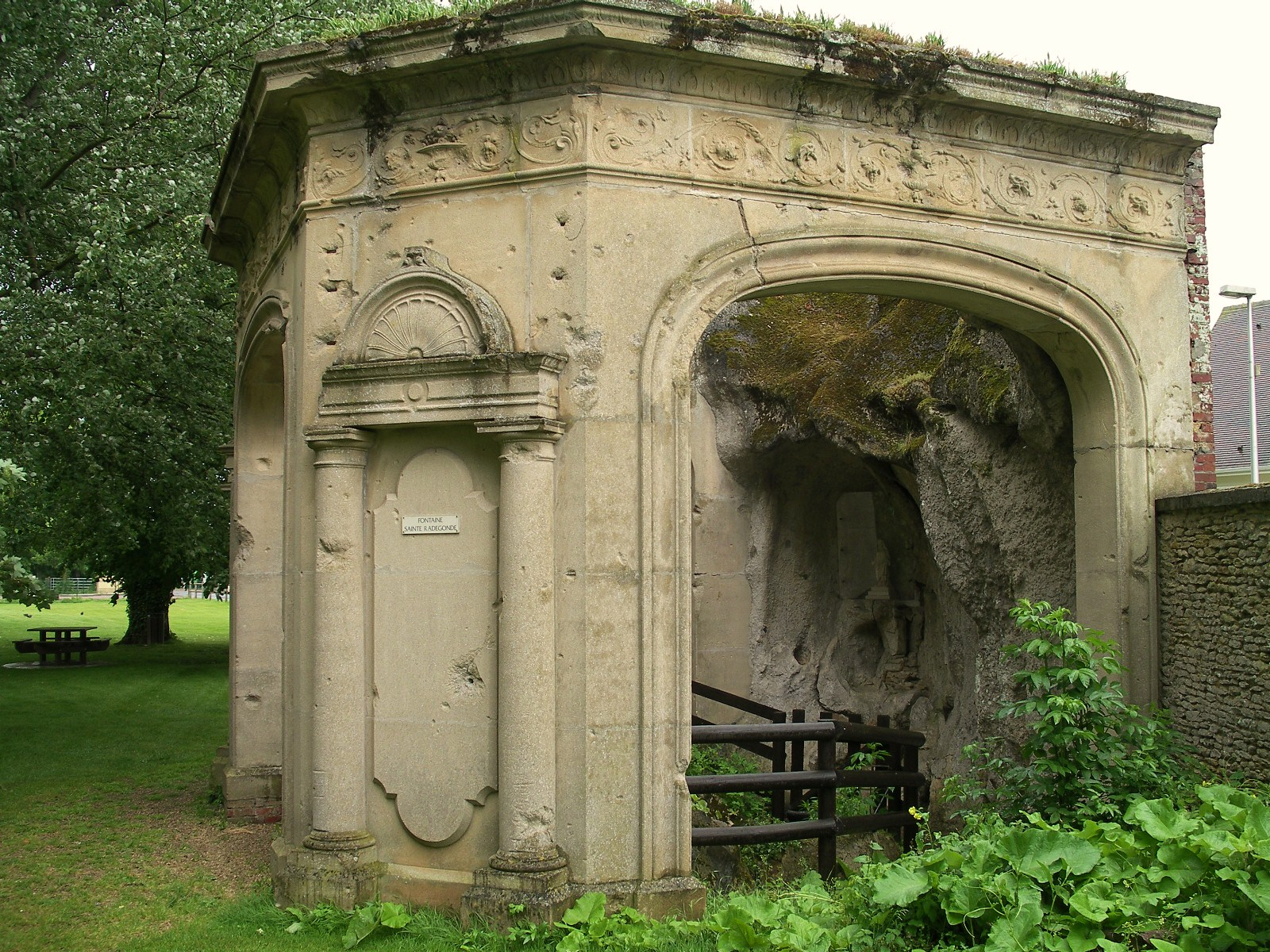
La fontaine Sainte-Radegonde.

## Héraldique
| Blason de Cagny | Blason  | De sinople aux cinq bâtons d'argent resserrés en barre, à la tête de chien du même languée de gueules brochant en partie sur une coquille aussi d'argent, toutes deux rangées en bande et brochant sur le tout. DeviseCagneium conjungit (Cagny réunit). |
| Blason de Cagny | Détails | Le statut officiel du blason reste à déterminer. |